# Класа 2002
Класа 2002 је српски филм из 2002. године рађен у режији и по сценарију Балше Ђога.

## Улоге
| Глумац               | Улога      |
| -------------------- | ---------- |
| Ана Франић           | Тијана     |
| Небојша Глоговац     | Небојша    |
| Ненад Јездић         | Деда Мраз  |
| Нела Михаиловић      | Вампирела  |
| Катарина Радивојевић |            |
| Слобода Мићаловић    |            |
| Бојана Маљевић       |            |
| Марија Вицковић      |            |
| Зорана Бећић         |            |
| Игор Ђорђевић        |            |
| Ненад Стојменовић    |            |
| Миодраг Фишековић    |            |
| Бранислав Томашевић  |            |
| Милош Влалукин       |            |
| Радивоје Андрић      |            |
| Иван Зарић           |            |
| Миленко Заблаћански  | Обезбеђење |
| Горан Даничић        | Обезбеђење |